# Clematis chrysocarpa
Clematis chrysocarpa är en ranunkelväxtart. Clematis chrysocarpa ingår i släktet klematisar, och familjen ranunkelväxter.

## Underarter
Arten delas in i följande underarter:
- C. c. bijuga
- C. c. chrysocarpa